# Spunge
Gli Spunge (noti anche come [spunge] - uno scherzo del cantante Alex Copeland che ha posto le lettere tra parentesi per evitare che cadessero) sono un gruppo ska punk da Tewkesbury, Inghilterra. Attraverso molti anni di tour dal vivo, gli Spunge hanno suonato anche come spalla di diverse band di successo anglosassoni e americane come i Green Day e i Dropkick Murphys.
Gli Spunge sono l'unica band che abbia avuto ufficialmente il permesso dalla famiglia Marley per cambiare il testo di una canzone di Bob Marley per la loro cover di "No Woman, No Cry" (rintracciabile nel loro secondo album, Room for Abuse). Il permesso arrivo' da Ziggy Marley, che amava questa nuova versione suonata per lui.

## Pedigree ChumpeRoom for Abuse
La loro carriera inizia nel Luglio del 1994, con quasi la stessa line-up di oggi (l'unica differenza è che Copeland suonava anche il basso). La band ha attraversato un lungo periodo di gestazione (con l'aggiunta del bassista Simon Bayliss nel 1995, e la sua sostituzione con Martin Holt nel 1997), prima di emergere con Kicking Pigeons nel 1998. Avendo venduto 5000 copie durante i live nei pub, i membri della band decisero che avrebbero avuto le potenzialità per abbandonare il loro lavoro quotidiano, per occuparsi a tempo pieno della band. Avendo subito trovato anche un manager nella persona di Dave Juste del Birmingham's Xposure Rock Cafe (un talent scout della prima ora), gli Spunge partirono in tour, suonando per più di 300 volte in 2 anni.
Poco più di un anno dopo nel 1999, gli Spunge pubblicarono il loro album di debutto Pedigree Chump per la MoonSka Europe e questo gli permise di farsi conoscere ad un pubblico più ampio. Stanco dei tour, Holt venne sostituito dall'amico Chris Murphy al basso.
Il loro secondo album Room for Abuse fu registrato agli DEP International Studios, e pubblicato per la Sucka-Punch Records nel 2000. Il disco includeva il singolo "Ego" con la cover di "No Woman No Cry" di Bob Marley e "Santeria" dei Sublime. Tutte le attenzioni in seguito ricevute da critica e pubblico gli garantirono un contratto con la B-Unique, firmato nel Febbraio del 2002.